# Одна в минуту
«Одна в минуту» — американский документальный фильм Намраты Купер. Фильм вышел в прокат в США 6 октября 2010 года. Название фильма отражает статистический факт — каждые 69 секунд в мире умирает одна женщина от рака молочной железы.

## Сюжет
Согласно опубликованному синопсису, фильм рассказывает истории различных известных личностей, заболевших раком молочной железы.

## В фильме снялись
- Келли Макгиллис
- Оливия Ньютон-Джон
- Намрата Купер
- Жаклин Смит
- Барбара Мори
- Дайэнн Кэррол
- Лиза Рэй
- Мелисса Этеридж
- Мумтаз
- Уильям Болдуин
- Дэниэл Болдуин
- Жасмин Сингх Купер
- Прия Датт
- Дипак Чопра